# Artes textiles

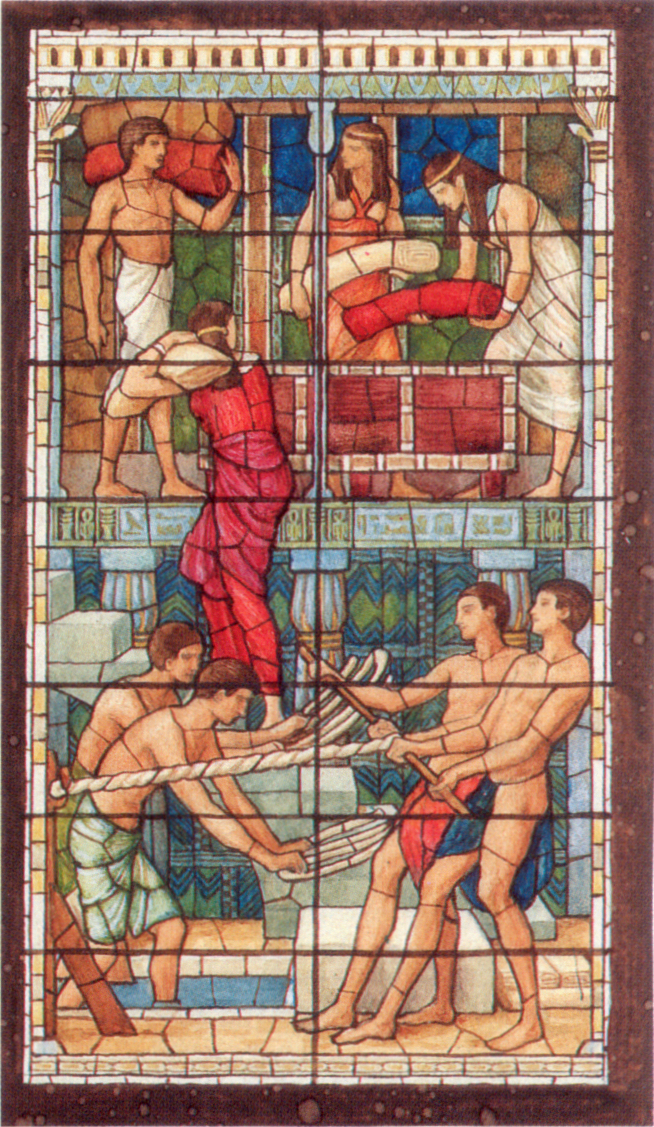
Retrato que ilustra los aspectos prácticos, decorativos, y sociales de las artes textiles.

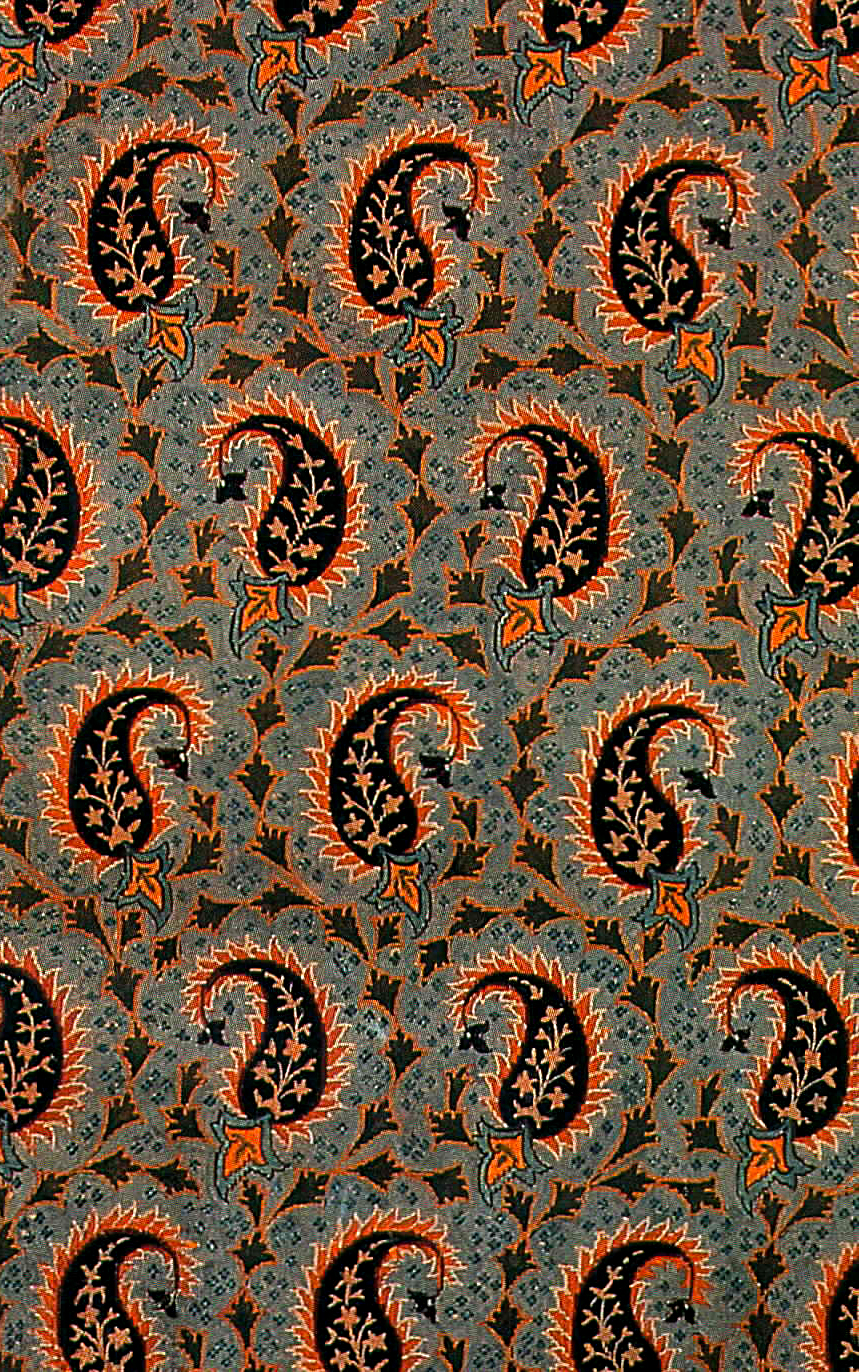
Brocado de seda persa geométrica en los que aparecen símbolos cristianos y de la mitología grecorromana. La mayor colección se encuentra en el Museo Copto de El Cairo.

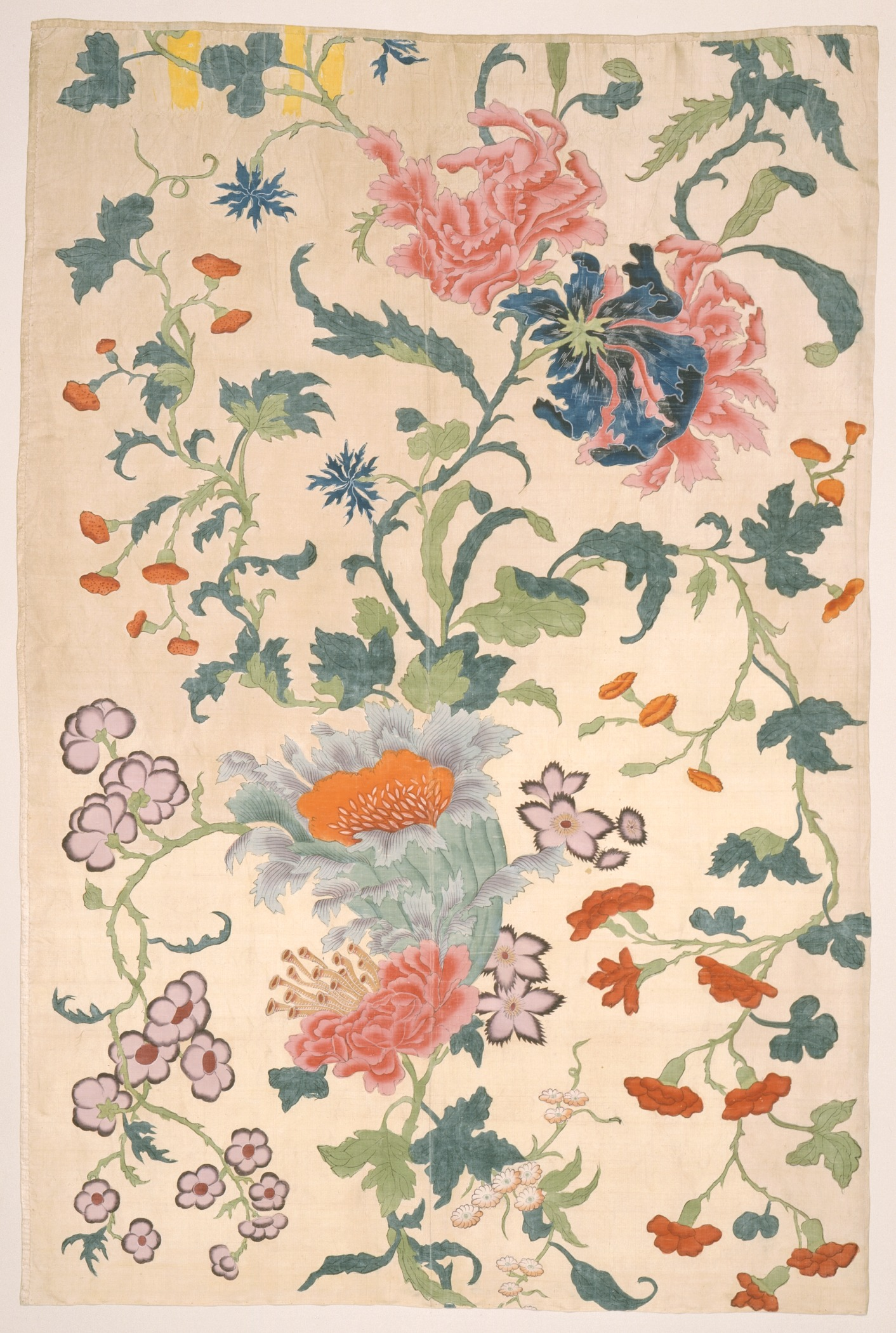
Seda pintada

Las artes textiles son los procesos de artesanía o manufactura en los que se utilizan fibras de origen vegetal, animal o sintético para construir objetos utilitarios o decorativos.
Los tejidos han sido una parte fundamental de la vida humana desde el comienzo de la civilización, y los métodos y materiales utilizados en su fabricación han experimentado un gran desarrollo, manteniendo sus funciones primordiales. La historia de las artes textiles va de la mano de la historia del comercio internacional: la púrpura de Tiro fue un producto clave del comercio en el Mediterráneo; la ruta de la seda se estableció para traer de China seda para India, África, y Europa. La revolución industrial también supuso una revolución de la tecnología textil, con la aparición de los telares industriales, que mecanizaron los procesos de producción. Los artes textiles tienen una variación de colores, texturas y formas.Se pueden utilizar muchos materiales de diferentes formas.

## Conceptos
La palabra 'textil' proviene del latín texere que significa 'tejer', 'trenzar' o 'construir'. El tejido más simple es el fieltro, compuesto de un conglomerado de fibras confeccionado mediante un tratamiento por vapor de agua y presión. La mayoría de los textiles se fabrican a partir de hilos o cuerdas, dependiendo de su grosor, confeccionados por torsión o trenzado de las fibras. Los hilos se tejen, tricotan o enlazan para formar una tela o paño que puede utilizarse para hacer ropa y otros objetos.
Las artes textiles también incluyen las técnicas utilizadas para su decoración; estos pueden teñirse e imprimirse para añadir colores y dibujos; o decorarse mediante el bordado y otros tipos de costura y encajes. Los métodos de costura, así como las herramientas, las técnicas empleadas y los objetos confeccionados entran en la categoría de las artes textil

## Funciones
Desde la antigüedad, los tejidos se han utilizado como ropa para cubrir el cuerpo y protegerlo, así como para la interacción social; para almacenar y proteger objetos y para aislar y decorar espacios y superficies.

## Los tejidos como arte
Tradicionalmente se ha utilizado el término «arte» para referirse a cualquier habilidad o maestría, un concepto que se alteró durante el Romanticismo, el período del siglo XIX, cuando el arte llegó a ser visto como «una facultad especial de la mente humana clasificada junto con la religión y la ciencia». Esta diferencia entre oficio y bellas artes se aplica a las artes textiles, donde el término «arte textil» se emplea para describir objetos decorativos a base de textiles que no están destinados para el uso práctico.[cita requerida]
El tratamiento del diseño y el color, así como las fibras utilizadas, permiten reconocer la identidad cultural de diversos pueblos en todo el mundo, en la confección artesanal de sus trajes típicos, así como telas, alfombras, tapices, bordados y encajes. Se utilizan para su confección fibras vegetales, lana, pelo, seda, plumas o fibras sintéticas.
Originariamente clasificadas dentro de las artes aplicadas, desde mediados del siglo XX la ampliación del concepto de las artes visuales y la búsqueda de los artistas de nuevas formas de expresión ha llevado al tejido y a la creación de obras con textiles a un lugar destacado dentro del arte contemporáneo.

## Arte textil de Oriente
Los delicados textiles coptos hallados en ajuares fúnebres son tejidos de lana o hilo teñidos con tintes naturales. Formaban parte de la indumentaria, sobre una base lienzo de lino las ornamentaciones sobrepuestas o entretejidas con lana. Los motivos evolucionaron desde lo más figurativo de influencia helenística hacia la estilización pagaro.
Las alfombras persas son una de las más elevadas manifestaciones de la cultura y del arte persas, que se remontan a la Edad del Bronce. Las piezas más antiguas se encontraron en el este del Turquestán, y datan de los siglos III al V de la era cristiana. El mayor desarrollo se dio durante el período safávida, y hoy en día continúa siendo un arte reconocido en el mundo entero. Se clasifican basándose en su diseño, tipo de fabricación y técnica de tejido, basándose en la ciudad o región asociada en Abadeh, Ardabil, Baluch, Bijar, Feraghan, entre muchos otros. 
Los textiles en la India antigua se conocen sobre por referencias literarias y el ropaje de las figuras en las esculturas. En Mohenjo-Daro en el valle del Indo alrededor de 3000 A.C existía una industria de textil de algodón y perduran restos arqueológicos con fragmentos e impresiones de huellas de tejidos. El clima húmedo contribuyó al deterioro de los tejidos más antiguos. En el periodo musulmán, que se extendió desde alrededor de 1200 A.D. hasta 1760, los sultanes propiciaron la introducción de estilos y técnicas orientales en la industria textil que elevaron la calidad y precio. Durante el periodo de gobernación de Akbar el arte del textil en la India alcanzó niveles muy altos de calidad, variedad y exquisita belleza y floreció de esta forma hasta finales del siglo XVII. Los tejidos procedentes de la India alcanzaron gran renombre y demanda, su calidad y representación en los abarrotados diseños característicos realizados con técnicas de batik, estampado y bordado sobre sedas, telas de algodón y mezclas de algodón y seda, ocupan un lugar privilegiado en el mercado occidental desde el siglo XV hasta nuestros días.

## Arte textil de Occidente

### Arte textil europeo

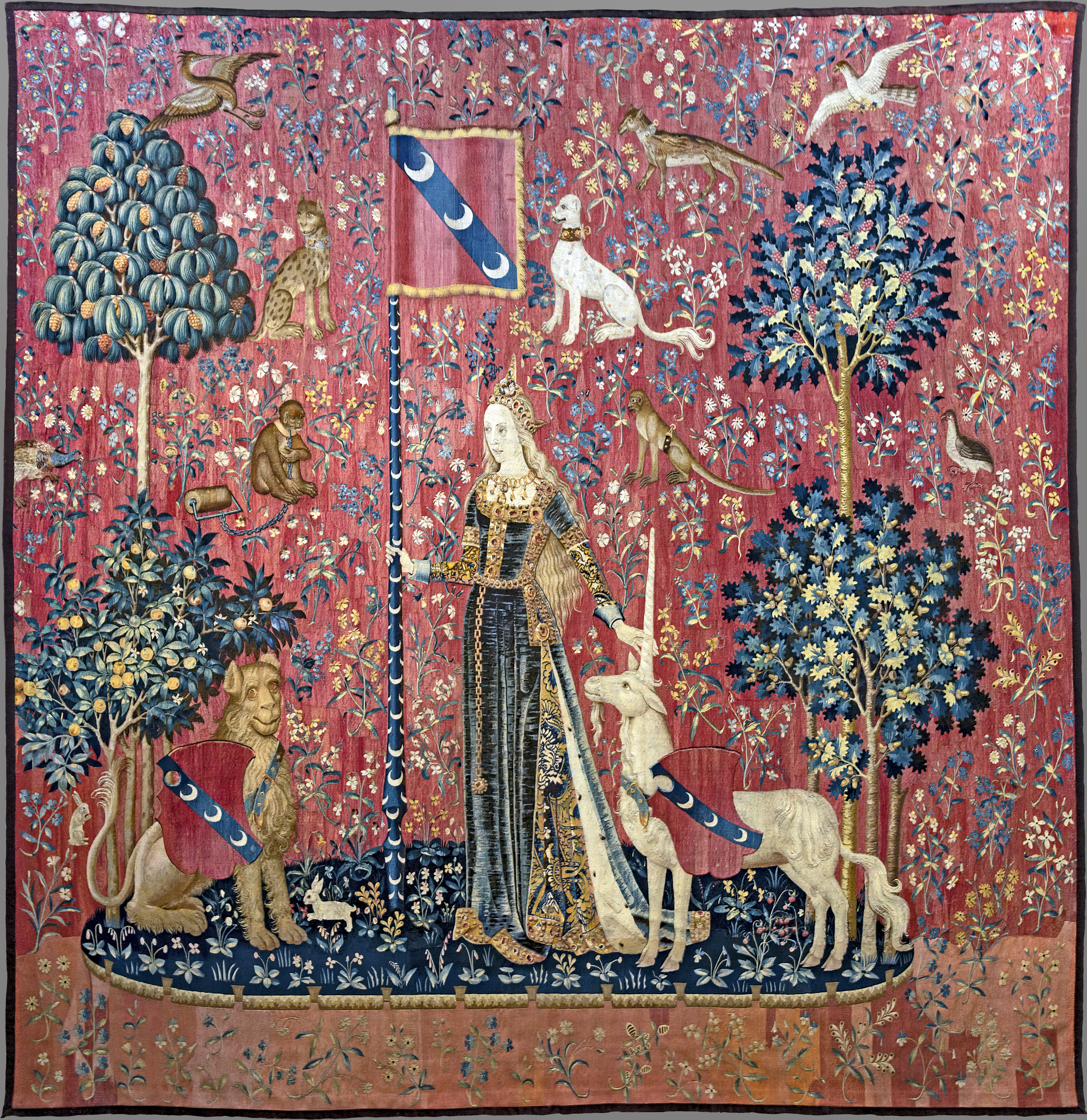
La dama y el unicornio, tapiz flamenco, siglo XV. Museo de Cluny.

Se utilizaban tapices tejidos para decorar y abrigar los muros, los más antiguos conservados son el Tapiz románico de la Creación y el Tapiz de Bayeux. Los tapices flamencos, así como la producción pictórica de sus maestros de la pintura se exportaba a toda Europa, uno de los más famosos es La caza del unicornio.
Desde el siglo XV los tapices se emplearon también como colgaduras en la decoración de la vía pública con motivo de celebraciones.
En las cortes europeas era común el encargo a los pintores de cartones para la realización de tapices. Rafael, Rubens y Goya son algunos artistas que realizaron diseños para tapices. La Real Fábrica de Tapices de Madrid realizó obras de Diego Velázquez, Francisco de Goya, Juan Gris y otros destacados artistas españoles.

### Arte textil de las Américas

#### Región andina
Los pueblos originarios de la región andina destacan por sus creaciones textiles que mantienen hasta el presente la tradición de su identidad cultural. Con diferentes técnicas y estilos correspondientes a cada cultura, la producción textil ocupó un lugar destacado en cuanto a memoria e identidad de los pueblos, y por lo mismo es un patrimonio cultural. El rescate arqueológico de piezas textiles ha permitido comprender mejor a estas culturas y su arraigo tradicional puede verse en la producción actual de diferentes comunidades.

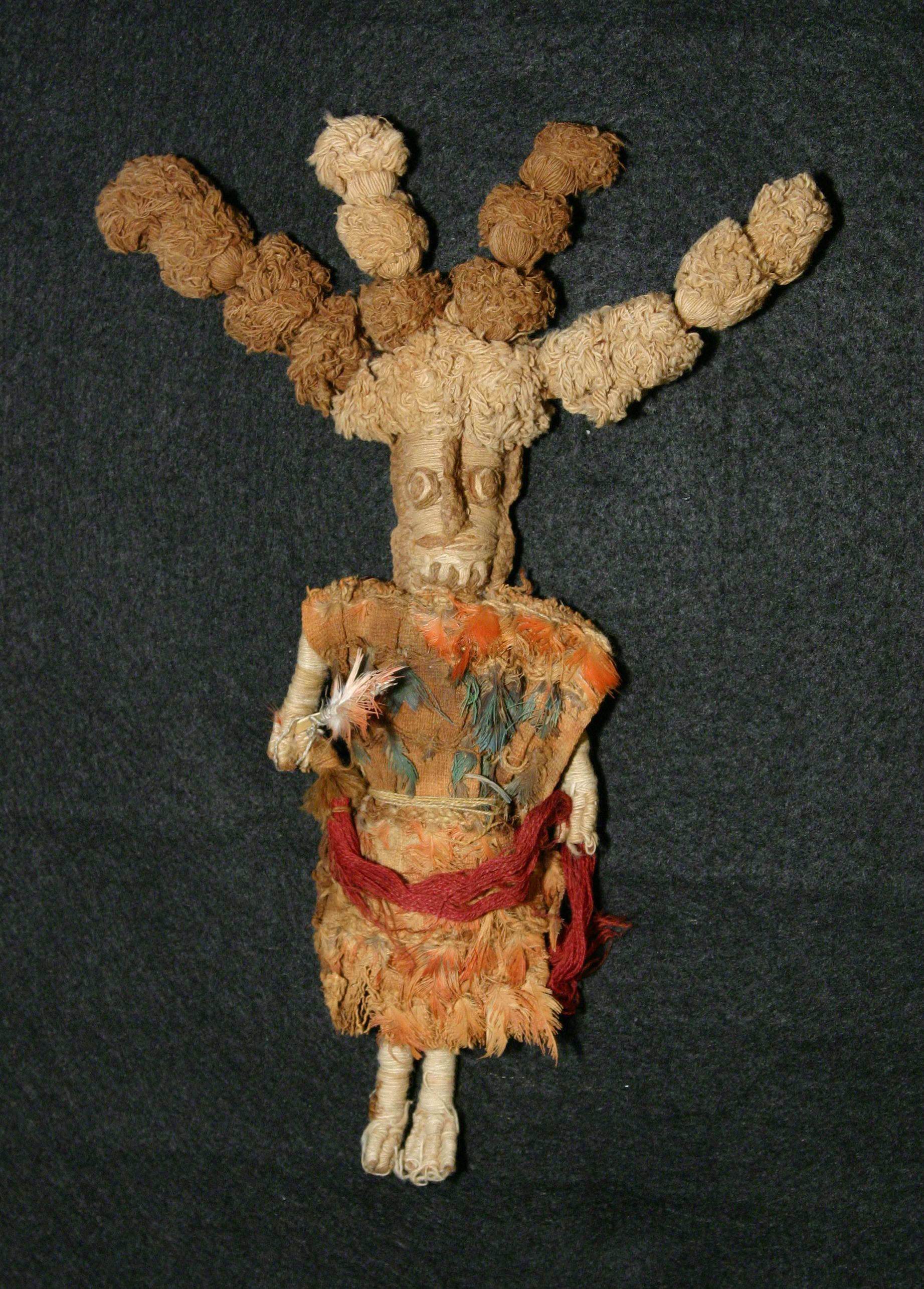
Muñeca chancay, 1100-1400 ac, Lombards Museum.

Del pasado, destacan los textiles Paracas y los de las culturas huari, chancay, tiahuanaco, nazca, entre otras. En el sitio arqueológio de Huaca Prieta en la región de La Libertad el arqueólogo estadounidense Junius Bird restos de textiles en 1946 fechados en más de 6200 años de antigüedad.
Los textiles tradicionales aimara representan la cultura viva de los andes bolivianos, en la actualidad la producción de tapices se mantiene de generación en generación.
Más al sur, la tradición textil mapuche también se mantiene vigente hoy en día, como un medio imprescindible en la representación de su identidad cultural.

#### Mesoamérica

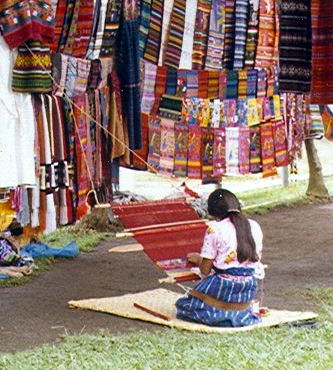
Telar de cintura, Guatemala.

Los textiles de la cultura maya del periodo clásico, así como los tapices y bordados tradicionales que se continúan realizando artesanalmente en el sureste mexicano y Guatemala, albergan significados simbólicos de la cosmovisión maya en sus diseños.
Las molas kuna, así como otras tradiciones textiles merecen ser mencionadas.

#### América del Norte

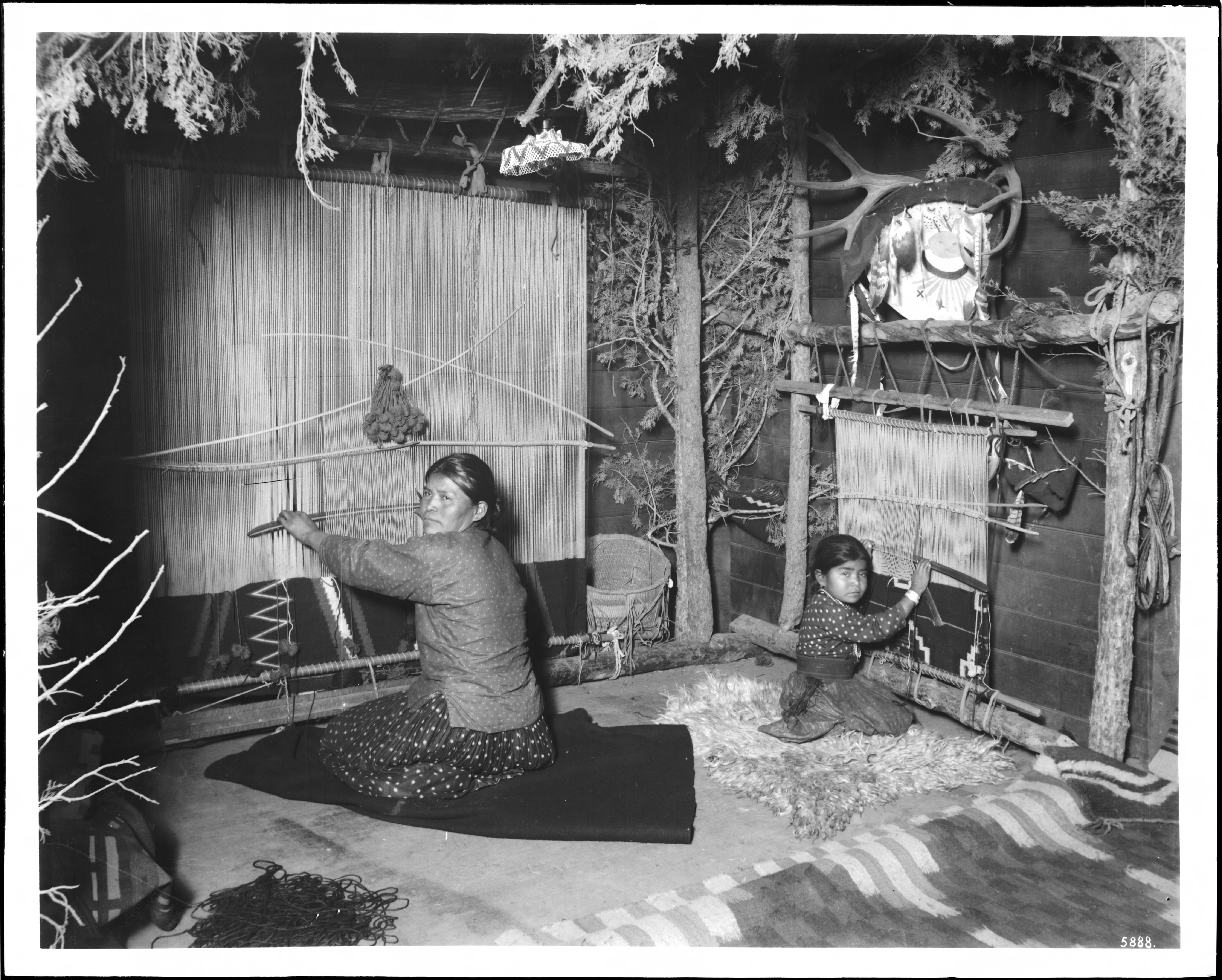
Tejedoras Navajo, ca.1908.

Para los navajo el tejido es un arte sagrado en el cual representan su cosmogonía, entretejiendo las fibras entrelazan lo masculino con lo femenino y el cielo con la tierra en sus tradicionales diseños.
También en la cultura apache lo textil ocupa un lugar privilegiado, en el que destacan las mantas y la cestería.

## Arte textil contemporáneo

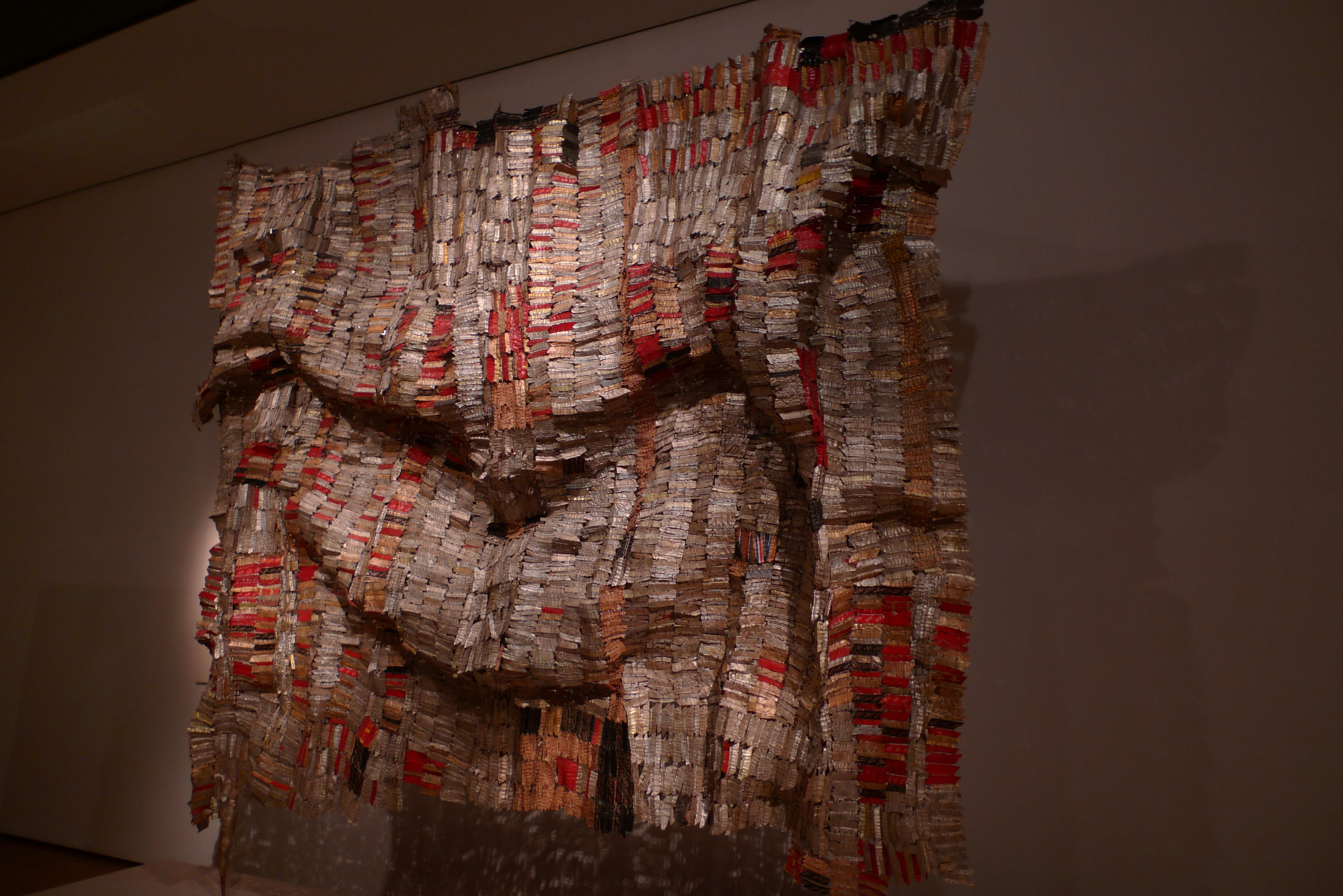
El Anatsui, Man's Cloth, 1998-2001, British Museum.

Las vanguardias artísticas influyeron notablemente en las artes aplicadas, el arte textil y la indumentaria, volviendo difusas las fronteras entre disciplinas y técnicas. 
A partir de la Bauhaus, fundada en 1919 por Walter Gropius, la artesanía textil pasó a convertirse en un género artístico con vida propia. Desde entonces las obras textiles comienzan a ser concebidas no sólo como productos artesanales y de diseño, sino como obras con contenido conceptual.
Desde la segunda mitad del siglo XX son numerosos los artistas de todo el mundo que recurren tanto a técnicas textiles tradicionales como nuevas no convencionales que incluyen fieltro, sedas, fibras vegetales, papel o diversos elementos para la creación de sus obras, a veces muy alejadas del concepto del tapiz tradicional, integrando lo textil a esculturas, instalaciones y objetos de difícil clasificación pero consideradas de gran valor artístico por críticos, coleccionistas, museos y galerías.
Con obras netamente textiles o utilizando elementos o técnicas que rememoran lo textil, es posible apreciar las obras de Ita Aber, Josep Grau-Garriga, Sheila Hicks, Alice Adams, Jean Lurçat, Magdalena Abakanowicz, El Anatsui, Ernesto Neto, Toshiko Horiuchi, Aiko Tezuka, Ernesto Aroztegui, Marta Palau Bosch, Andrea Fischer, Silvia Piza-Tandlich, Violeta Parra, Loreto Millalén, Androna Linartas Czesnowics, Teresa Lanceta, Lacy Duarte, Gracia Barrios, Paulina Brugnoli y Joan Miró entre muchos otros.